# Adolph Caesar
Adolph Caesar (New York, 5 december 1933 - Los Angeles, 6 maart 1986) was een Amerikaans acteur van Afro-Amerikaanse afkomst. Hij werd in 1985 genomineerd voor zowel een Academy Award als een Golden Globe voor zijn bijrol als Sergeant Waters in het oorlogsdrama A Soldier's Story.
Caesar maakte in 1969 zijn filmdebuut als Juan Almeida Bosque in de biografische dramafilm Che!. Hij was daarna in nog acht bioscooptitels te zien en één keer in een televisiefilm, The Challenge (1970). Tijdens het maken van de komedie Tough Guys kreeg Caesar een hartaanval, die hem op 52-jarige leeftijd fataal werd. Hij liet een vrouw en drie kinderen achter.

## Filmografie
*Exclusief televisiefilms
- Club Paradise (1986)
- The Color Purple (1985)
- A Soldier's Story (1984)
- Fist of Fear, Touch of Death (1980)
- The Hitter (1979)
- Dawn of the Dead (1978, gastheer bioscooptrailer)
- Tarzoon, la honte de la jungle (1975, aka Tarzoon: Shame of the Jungle - stem Engelstalige versie)
- Che! (1969)

- Biblioteca Nacional de España: XX1600799
- Bibliothèque nationale de France: cb141609029 (data)
- Catàleg d'autoritats de noms i títols de Catalunya: 981058612729406706
- Gemeinsame Normdatei: 114239770
- International Standard Name Identifier: 0000 0000 6302 2742
- Library of Congress Control Number: n85376628
- Nationale Bibliotheek van Israël: 987007442794305171
- Système universitaire de documentation: 092421709
- Trove: 1190389
- Virtual International Authority File: 49432115
- WorldCat: E39PBJcrhDy4g948mkKRJFgR8C